# Benoît Girard
Pour les articles homonymes, voir Girard.
Benoît Girard est un acteur québécois né à Montréal le 26 janvier 1932 et mort le 25 mars 2017.

## Biographie
Joseph Benoit Jules Girard nait en 1932 dans le quartier de Maisonneuve à Montréal.  Il est le fils d'Uldéric Girard, journalier, et Marguerite Lavoie de la paroisse de St-Jean-Baptiste-de-la-Salle de Montréal.

## Filmographie

### Cinéma
- 1958 : Stigma
- 1959 : Les 90 jours : Roger Dufault
- 1960 : Walk Down Any Street
- 1963 : Amanita Pestilens : Simon
- 1964 : Françoise
- 1972 : Brutalités amoureuses (House of Lovers) : David
- 1976 : Parlez-nous d'amour : Pierre Vignon, le chanteur
- 1977 : Panique : Maurice Falardeau
- 1982 : La Quarantaine : Bo-Jean
- 2001 : Du pic au cœur
- 2004 : L'Espérance : Gaspard
- 2004 : Dans une galaxie près de chez vous : Kerplunk
- 2004 : Camping sauvage : Ange-Albert Pigeon
- 2005 : Maurice Richard : Paul St-Georges
- 2006 : Le Secret de ma mère : Bertrand
- 2014 : Félix et Meira : Théodore, le père de Félix

### Télévision
- 1955 : Beau temps, mauvais temps (série télévisée) : Denis Favreau
- 1957 : Le Colombier (série télévisée) : François Giguère
- 1957 : Radisson (série télévisée)
- 1957 : Le Survenant (série télévisée) : Patrice
- 1957-1959 : Quatuor : Dernier Combat, La Mercière assassinée, Morts sans visage, La Cellule
- 1958 : Marie-Didace (série télévisée) : Patrice
- 1960 : La Côte de sable (série télévisée) : Étienne Paradis
- 1961 : Kanawio (série télévisée) : L'Onnontague
- 1962 : Le Temps des lilas (téléfilm) : Roméo
- 1963 : Ti-Jean Caribou (série télévisée)
- 1963 : De 9 à 5 (série télévisée) : Manuel
- 1965 : La Reine morte (téléfilm)
- 1965 : Septième nord (série télévisée) : Dr Marcel Charron
- 1966 : Moi et l'Autre (série télévisée) : M. Brunet
- 1968 : Grujot et Délicat (série télévisée) : Sourdine
- 1969 : Bilan (télé-théâtre)
- 1970 : Les Berger (série télévisée) : Patrick Salva
- 1970 : Symphorien (série télévisée) : Dr Claude Jetté
- 1970 : Le Service des affaires classées (série télévisée) : Inspecteur principal Tarrant
- 1971 : Des souris et des hommes (téléfilm) : Curly
- 1972 : Les Forges de Saint-Maurice (série télévisée) : Jean Delorme
- 1975 : Rosa (série télévisée) : M. Wishbone
- 1975 : Y'a pas de problème (série télévisée) : Claude Milot
- 1979 : Caroline (série télévisée) : Jacques
- 1982 : Peau de banane (série télévisée) : Narcisse Labbé
- 1982 : Monsieur le ministre (série télévisée) : Jean Gontrin
- 1984 : Le 101, ouest, avenue des Pins (série télévisée) : Maxime
- 1986 : Lance et compte (série télévisée) : Luc Sigouin
- 1989 : Jeux de société (série télévisée) : Charles-Henri Simard
- 1990 : Jamais deux sans toi (série télévisée) : Lou Tremblay
- 1991 : Le Pénitent de Jean-Pierre Bastid
- 1992 : Scoop (série télévisée) : Mario Bousquet
- 1992 : Montréal P.Q. (série télévisée) : Archevêque de Montréal
- 1993 : Cormoran (série télévisée) : Dr Achille Rossignol
- 1993 : Les grands procès (série télévisée) : Juge Lazure
- 1994 : À nous deux! (série télévisée) : Mgr Bégin
- 1996 : Le Retour (série télévisée) : Armand Lebeau
- 1998 : La Part des anges (série télévisée) : Pierre Bernard
- 1998 : Ces enfants d'ailleurs - La Suite (série télévisée) : M. Cohen
- 2000 : Nuremberg (téléfilm) : Reichsaußenminister Joachim von Ribbentrop
- 2001 : La Vie, la vie (série télévisée) : Langevin
- 2001 : Ayoye! (série télévisée) : Hector
- 2002 : Bunker, le cirque (série télévisée) : Gilles Germain
- 2002 : La Grande Expédition (série télévisée) : Frontenac
- 2004 : Grande Ourse (série télévisée) : Vieux monsieur
- 2005 : Providence (série télévisée) : Robert Beauchamp
- 2005 : Vice caché (série télévisée) : père de Benoît
- 2005 : Minuit, le soir (série télévisée) : M. Dino Rochon
- 2010 : Les Rescapés (série télévisée) : Horace Boivin Junior alias Pépère

## Théâtre
- Les Manuscrits du déluge (2003)